# كريستيان غوتس
كريستيان غوتس هو سياسي ألماني، ولد في 25 يناير 1940 في لير في ألمانيا، وتوفي في 25 يوليو 2000 في جونيس في فرنسا. نشط حزبياً في الحزب الديمقراطي الاجتماعي الألماني.